# Röntgenpulsar
Ein Röntgenpulsar ist ein Neutronenstern, der mittels Rotation ein streng periodisch moduliertes Signal im Bereich der Röntgenstrahlung mit einer Periodenlänge von Millisekunden bis 1000 Sekunden erzeugt. Röntgenpulsare werden nach der Ursache der emittierten elektromagnetischen Strahlung in akkretionsangetriebene, rotationsangetriebene und ungewöhnliche Röntgenpulsare aufgeteilt.

## Akkretionsangetriebene Röntgenpulsare
Akkretionsangetriebene Röntgenpulsare (englisch accretion powered X-ray pulsars) sind stets Bestandteil eines Röntgendoppelsterns. Die beobachteten Periodenwerte fallen in den Bereich von einigen Millisekunden bis 1000 Sekunden. Es wird auch von extremen Perioden von bis zu einigen Stunden berichtet, diese müssen aber noch bestätigt werden. Nach der Art des Begleiters des Neutronensterns werden die Röntgendoppelsterne in High Mass X-ray Binaries (HMXB), bei denen der Begleiter ein früher Riese ist, oder in Low Mass X-ray Binaries (LMXB) mit einem begleitenden späten Hauptreihenstern eingeteilt. Bei den LMXBs fließt die Materie vom Begleiter mittels Roche-Grenzfluss auf den kompakten Stern, während die Akkretion bei den HMXBs über den Sternwind des massiven Sterns erfolgt. Die Materie heizt sich stark auf, wird spätestens dabei ionisiert, und vom Magnetfeld des Pulsars zu den Magnetpolen gelenkt. Die Röntgenstrahlung entsteht in Form von Synchrotronstrahlung durch die Ablenkung der geladenen Teilchen im Magnetfeld und als Bremsstrahlung bei ihrem Auftreffen an den magnetischen Polen auf die Oberfläche des Neutronensterns. Die Periodizität der Strahlung im Takt der Rotation des Pulsars entsteht, weil seine magnetischen Pole von der Rotationsachse abweichen und  periodisch sichtbar bzw. unsichtbar werden. Die Rotationsperiode wird (scheinbar) moduliert durch den Umlauf des Pulsars um seinen Zentralstern, weil sich der Lichtweg zur Erde periodisch verändert.

## Rotationsangetriebene Röntgenpulsare
Rotationsangetriebene Röntgenpulsare (engl. rotation powered X-ray pulsars) sind identisch mit den Radiopulsaren. Beispiele sind der Vela-Pulsar und der Pulsar im Krebsnebel, die neben gepulster Radiostrahlung auch periodisch modulierte optische, UV-, Röntgen- und Gammastrahlung emittieren. Das Pulsprofil im Bereich der Röntgenstrahlung zeigt im Gegensatz zu den langwelligen Emissionen häufig ein doppeltes Maximum pro Rotationsperiode. Die beobachteten Perioden bei den rotationsangetriebene Röntgenpulsaren liegen zwischen 1,5 Millisekunden und 5 Sekunden, wobei langperiodische Pulsare nur schwache Strahler im Bereich der Röntgenstrahlung sind. Die gepulste Komponente der Röntgenstrahlung wird wie die Radiostrahlung durch Synchrotronstrahlung im rotierenden Magnetfeld des Neutronensterns erzeugt. Bei jungen rotationsangetriebenen Röntgenpulsaren ist weiterhin eine thermische und nicht modulierte Komponente vorhanden, die als Schwarzkörperstrahlung der mehrere Millionen Grad warmen Oberfläche des Neutronensterns interpretiert wird. Die Leuchtkraft der Pulsare nimmt mit der Zeit ab, wobei die maximalen Werte im Bereich von 1034–1036 erg/s liegen.
Rotationsangetriebene Röntgenpulsare senden ihre Signale permanent und mit großer zeitlicher Vorhersagbarkeit aus. Diese Eigenschaften können genutzt werden, um im interplanetaren Raum eine Ortsbestimmung mit einer Genauigkeit von fünf Kilometern vorzunehmen. Die Funktionsweise entspricht dabei dem des Global Positioning Systems, bei dem aus den Laufzeitunterschieden der gepulsten Signale der Ort berechnet werden kann.

## Ungewöhnliche Röntgenpulsare
Ungewöhnliche Röntgenpulsare (engl. anomaleous X-ray pulsars, kurz AXPs) sind eine kleine Gruppe von pulsierenden Röntgenquellen mit Perioden von 2 bis 12 Sekunden. Sie zeigen starke Ausbrüche  von 1042–1044 erg pro Eruption. Ihr Spin-Down-Alter beträgt circa 10.000 bis 100.000 Jahre. Die meisten AXPs wiederholen ihre Eruptionen in einem Abstand von einigen Jahren und sind eng verwandt mit den Soft Gamma Repeatern, deren Eruptionen und Pulsationen im Bereich der weichen Gammastrahlung nachgewiesen wurde. Zwischen den beiden Gruppen gibt es wahrscheinlich keinen Unterschied, da einige AXPs auch im Bereich der Gammastrahlung nachgewiesen werden können. Sie werden heute als Manifestationen von Magnetaren interpretiert. Magnetare sind Neutronensterne mit den stärksten bekannten magnetischen Flussdichten von 1014–1016 Gauß. Die Eruptionen werden als die Energie interpretiert, die bei einem Kurzschluss von magnetischen Flusslinien auf der Oberfläche der Neutronensterne freigesetzt wird.
Eine kleine Gruppe der ungewöhnlichen Röntgenpulsare, die als low magnetic field magnetars bezeichnet werden, zeichnen sich durch eine sehr geringe Abbremsung der Rotation aus mit Abbremsraten von 10−13 s/s. Die Eigenschaften dieser Röntgenpulsare können auch durch rotierende Weiße Zwerge mit Magnetfelddichten von 108 Gauß beschrieben werden. Insbesondere die beobachteten Periodensprünge sind eher mit der Annahme eines massiven Weißen Zwergs als mit einem Neutronenstern verträglich.

## Zusammenhang zwischen akkretionsangetriebenen und rotationsangetriebenen Röntgenpulsaren
Schon lange wird vermutet, dass akkretionsangetriebene Röntgenpulsare die Vorläufer der rotationsangetriebenen Millisekundenpulsare sind. Durch die Akkretion von Materie wird auch Drehimpuls auf den Neutronenstern übertragen, wodurch sich die Rotationsfrequenz erhöht. Mit IGR J18245–2452 ist ein Übergangssystem beobachtet worden, das zeitweilig als Radiomillisekundenpulsar und zu anderen Zeiten als akkretionsangetriebene Röntgenpulsar nachgewiesen werden kann. Dass noch zeitweilig Materie akkretiert wird, kann anhand von thermonuklearen Bursts bestätigt werden.

## Vorkommen in Sternkatalogen
Der General Catalogue of Variable Stars listet aktuell etwas über 20 Sterne mit dem Kürzel XP, XPNG, XPR oder XPRM, womit lediglich etwa 0,04 % aller Sterne in diesem Katalog zur Klasse der Röntgenpulsare oder einer Unterkategorie gezählt werden.

## Beispiele
- Centaurus X-3
- Aquila X-1
- Vela X-1